# Leskovice
Leskovice (en allemand : Leskowitz) est une commune du district de Pelhřimov, dans la région de Vysočina, en République tchèque. Sa population s'élevait à 104 habitants en 2020.

## Géographie
Leskovice se trouve à 11 km à l'ouest de Pelhřimov, à 37 km à l'ouest de Jihlava et à 86 km au sud-est de Prague.
La commune est limitée par Litohošť au nord, par Čížkov à l'est, par Nová Cerekev au sud-est, par Moraveč au sud-ouest, et par Zlátenka et Pošná à l'ouest.

## Histoire
La première mention écrite du village date de 1379.
En 1921, le village compte 43 maisons et 256 habitants.
En mai 1945, lors du massacre de Leskovice, les nazis, sur ordre de Walter Hauck, brûlent le village et violentent ses habitants. Il y a 26 morts.

## Sites remarquables
- Chapelle (XVIIIe siècle) sur la place du village.
- Monument aux victimes du massacre de mai 1945, sur la place du village, créé en 1961 par J. Lukesova.
- Monument aux victimes de la Première Guerre mondiale.

|  |  |

## Transports
Par la route, Leskovice se trouve à 12 km de Pelhřimov, à 43 km de Jihlava à 111 km de Prague.